# 溫氏鰻鯛
溫氏鰻鯛，為輻鰭魚綱鱸形目鱸亞目擬雀鯛科的其中一種，分布於東印度洋西澳大利亞海域，深度0-1公尺，背鰭硬棘1枚、背鰭軟條57-61枚、臀鰭硬棘0枚、臀鰭軟條47-50枚，體長可達11.9公分，為亞熱帶海水魚，棲息在潮間帶水域，生活習性不明。